# Arches nationalpark

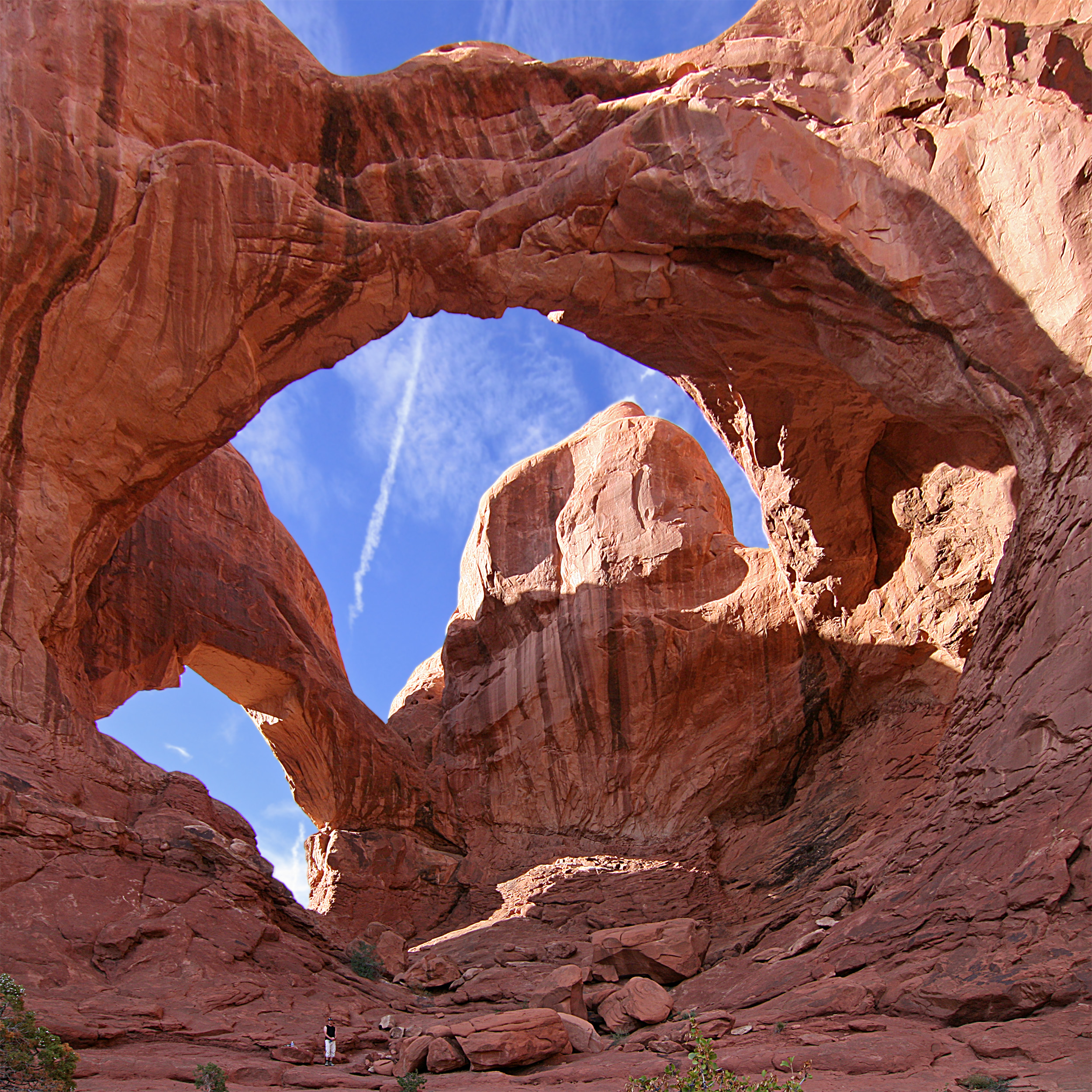
Double Arch

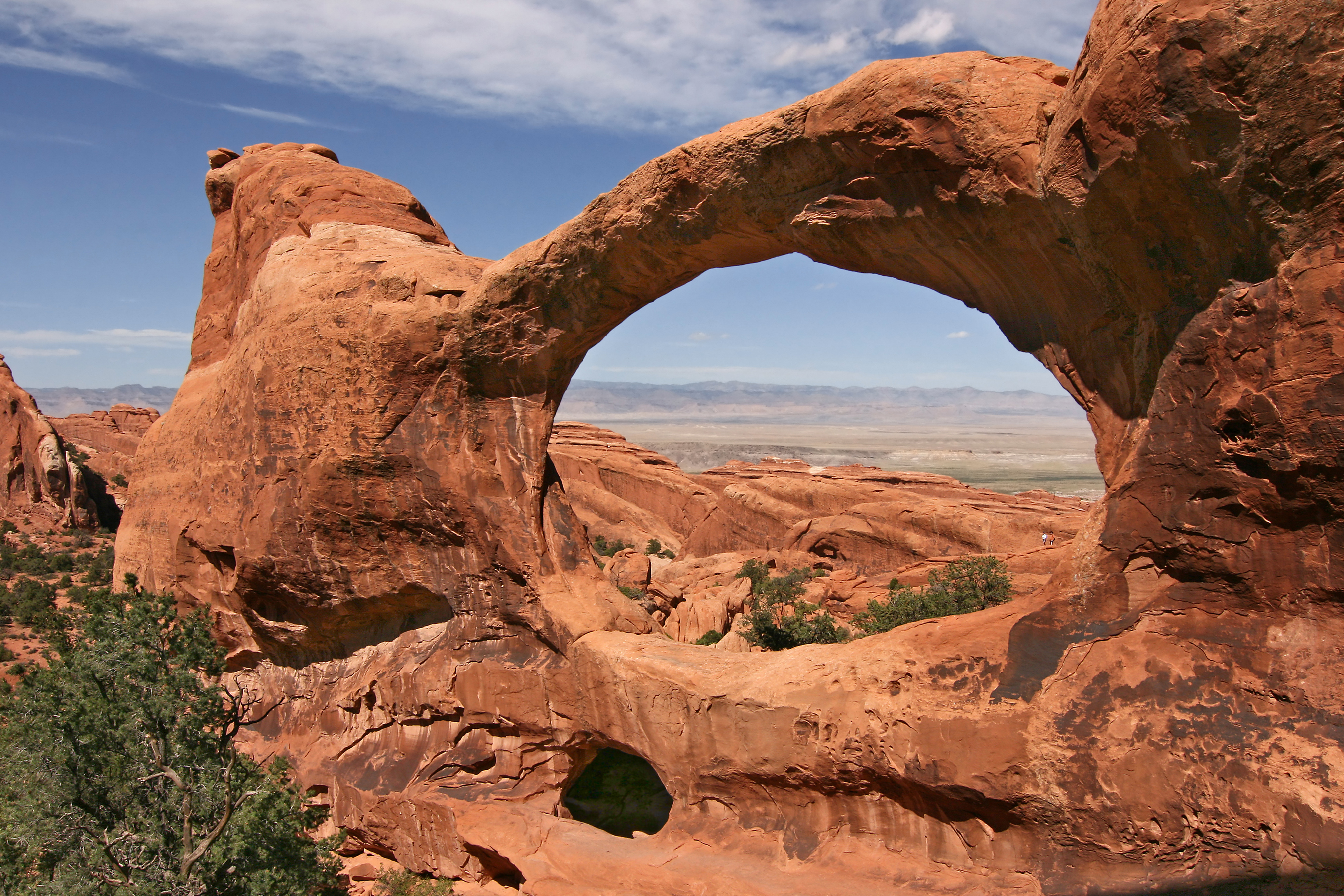
Double O Arch

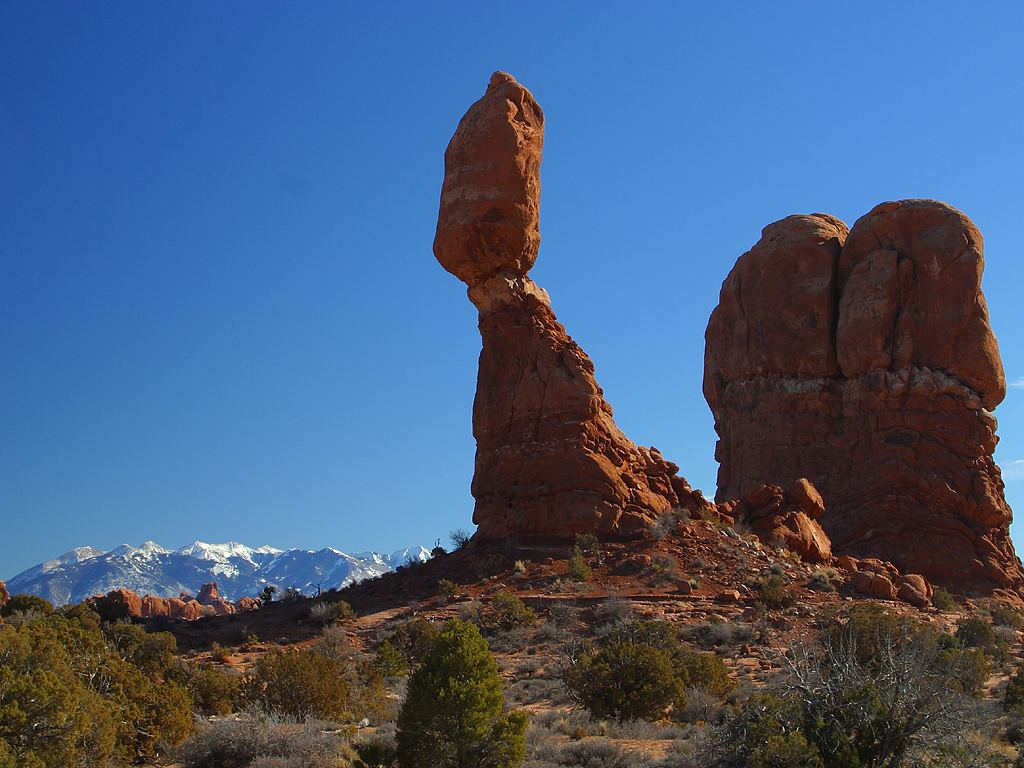
Balanced Rock

Arches nationalpark i Grand County, Utah i USA. Parken har över 2 000 "naturliga broar", valvbågar och hål urgröpta ur berget av vind och vatten. Mest känd är Delicate Arch, avbildad överst till höger.
Parken är 310 km² stor, den blev nationalmonument den 12 april 1929 och nationalpark den 12 november 1971.
Området har bilväg som underlättar tillgängligheten, samt flera promenadleder och vandringsvägar.
Höjden över havet varierar mellan 1 200 och 1 700 meter.

## Välkända bergformationer
- Delicate Arch – Fristående och smäcker båge
- Balanced Rock – En naturlig pelare med en stor klump på toppen
- Sanddune Arch – Stigen blir smal när den smyger sig in genom berget och där inne finner man en valvbåge
- Landscape Arch – En tunn och lång båge som man tror kommer att rasa inom femtio år. Det är förbjudet att gå under den.

## I film
Scener i början på Indiana Jones och det sista korståget där Indiana är ung spelades in i området.